# Wolbero de Colônia
Wolbero (em latim: Wolbero S. Pantaleonis; m. 1167) foi um abade beneditino da Abadia de São Pantaleão em Colônia. É conhecido por seu comentário sobre o "Cântico dos Cânticos", o primeiro a ser endereçado a uma audiência feminina (as freiras de Nonnenwerth).